# Nahr-e Sen
Nahr-e Sen (em persa: نهرسن, também romanizada como Golshān, Rūstā-ye Sen e Sen) é uma aldeia do distrito rural de Nasar, no condado de Abadan, na província de Khuzistão, Irã.
Segundo o censo de 2006, sua população era de 321 habitantes, em 74 famílias.